# Argas streptopelia
Argas streptopelia är en fästingart som beskrevs av Kaiser, Hoogstraal och Horner 1970. Argas streptopelia ingår i släktet Argas och familjen mjuka fästingar. Inga underarter finns listade i Catalogue of Life.